# Bibart
Bibart – rzeka w Niemczech, w Bawarii, w całości w Parku Natury Steigerwald o długości 17 kilometrów. Jest prawym dopływem Laimbach. Swoje źródło bierze w okolicach Birklingen (dzielnica miasta Iphofen). Rzeka płynie wzdłuż drogi B286 i drogi B8.

## Miejscowości położone nad Bibart
- Enzlar
- Markt Bibart